# Jozef Speybrouck (arts)
Jozef (Jos) Speybrouck (Ieper, 2 december 1930 - Varsenare, 7 augustus 2008) was een Belgisch kinderarts en politicus.

## Levensloop
Speybrouck was een zoon van Geeraard Speybrouck en Alice Marechal. In 1959 trouwde hij in Roeselare met Maria Johanna Rommel (1934-2016). Ze kregen zeven kinderen. Hij promoveerde tot doctor in de geneeskunde aan de Katholieke Universiteit Leuven en specialiseerde in de kindergeneeskunde in Leiden. Zijn legerdienst bracht hij door als officier in de Belgische Zeemacht.
Hij vestigde zich in Brugge, eerst in de Nieuwe Gentweg, vervolgens langs de Spinolarei. Voor ziekenhuisondersteuning sloot hij zich aan bij het Fabiolaziekenhuis in Blankenberge. Hij verwierf grote bekendheid toen hij er in slaagde bij de geboorte van een vijfling, elk van de vijf borelingen door de eerste moeilijke levensfase te loodsen en ze tot aan de puberteit te begeleiden.
Speybrouck werd actief bij Het Vlaamse Kruis. Hij was er achtereenvolgens voorzitter van de Brugse afdeling (1964-1975), provinciaal voorzitter (sinds 1971), nationaal ondervoorzitter (sinds 1975) en nationaal voorzitter (1989-2004).
In 1977 werd hij verkozen tot West-Vlaams provincieraadslid voor de Volksunie en vervulde dit mandaat gedurende twintig jaar. Hij werd fractievoorzitter voor zijn groep.
Speybrouck overleed op 8 augustus 2008.

## Publicaties
- Moderne medische hulpmiddelen tot fysisch gezond leven bij het kind, in: Verplegenden en gemeenschapszorg, 1963.
- De psychologische benadering van het kind in het ziekenhuis, in: Verplegenden en gemeenschapszorg, 1975.